# Ancient Bards
Ancient Bards es una banda de italiana de Power metal. Fue fundada en enero de 2006 en Rimini por el teclista Daniel Mazza y el bajista Martino Garattoni. Su estilo mezcla el epic metal con el metal sinfónico. Hasta la actualidad han lanzado cuatro álbumes de estudio, todos con Limb Music.

## Historia
Ancient Bards nació en enero de 2006 por iniciativa de Daniele Mazza y el bajista Martino Garattoni. El grupo se completó en el verano de 2007 con la entrada de la cantante Sara Squadrani, los guitarristas Fabio Balducci y Claudio Pietronik y el baterista Federico Gatti.
El sexteto pronto lanzó un EP a modo de demo de Black Crystal Sword Saga. Este EP contiene cuatro piezas anticipatorias de su primer álbum de estudio The Alliance of the Kings - The Black Crystal Sword Saga, Pt I, lanzado en 2010. Desde 2008, después del lanzamiento del EP, y en 2009 el grupo actuó en varios lugares italianos, participando también en conciertos de metal como banda de apoyo.
En el verano de 2009 grabaron su primer álbum de estudio en Rávena, el primer capítulo de The Black Crystal Sword Saga. Entre 2010 y 2011 grabaron su segundo álbum, Soulless Child. El 9 de enero de 2014 Fabio Balducci abandonó el grupo. Fue sustituido por Simone Bertozzi.

## Estilo
Por su estilo y manera de concebir los álbumes, Ancient Bards ha sido comparada con los también italianos Rhapsody of Fire. La revista especializada Metal Hammer destacó la sofisticación de su primer álbum y la similitud de la voz de Squadrani con la de Anette Olzon.

## Miembros[1]
- Daniele Mazza - Teclado (2006-act.)
- Martino Garattoni - Bajo (2006-act.)
- Sara Squadrani - Voz (2007-act.)
- Claudio Pietronik - Guitarra (2007-act.)
- Federico Gatti - Batería (2011-act.)
- Simone SyM Bertozzi - Guitarra (2018-act.)

### Antiguos miembros
- Alessandro Carichini - Batería (2007-2011)
- Fabio Balducci - Guitarra (2007-2014)

## Discografía

### Álbumes de estudio
- The Alliance of the Kings - The Black Crystal Sword Saga, Pt I (2010)
- Soulless Child (2011)
- A New Dawn Ending (2014)
- Origine - The Black Crystal Sword Saga Part 2 (2019)

### EPs
- Trailer of the Black Crystal Sword Saga (2008)

### Split
- Prelude to Awakening (con Serenity in Murder) (2012)

## Videos musicales
| Video                       | Año  | Director      |
| --------------------------- | ---- | ------------- |
| «Birth Of Evil»             | 2010 | Jacopo Benzi  |
| «To The Master of Darkness» | 2011 | Matteo Ermeti |
| «Trough My Veins»           | 2012 | Matteo Ermeti |
| «In My Arms»                | 2014 | Matteo Ermeti |